# Zalew Zakrzew
Zalew Zakrzew – zbiornik retencyjny na rzece Białej Okszy, znajdujący się na pograniczu wsi Rybno i Kłobucka (sołectwo Zakrzew). Zalew ma powierzchnię 9,49 ha.
Akwen i jego otoczenie w latach 2009-2010 poddane zostały rewitalizacji, mają one stanowić atrakcyjne miejsce wypoczynku. Utworzono place zabaw dla dzieci, ogólnodostępny grill, molo wyznaczające strefę kąpielową, przebieralnie, prysznice. Przy zalewie w sezonie letnim działa ogródek piwny, znajdują się tu także altany widokowe.
Na zalewie znajdują się dwie niewielkie wyspy w odległości ok. 100 m od siebie i powierzchni ok. 20 m² każda.

## Galeria

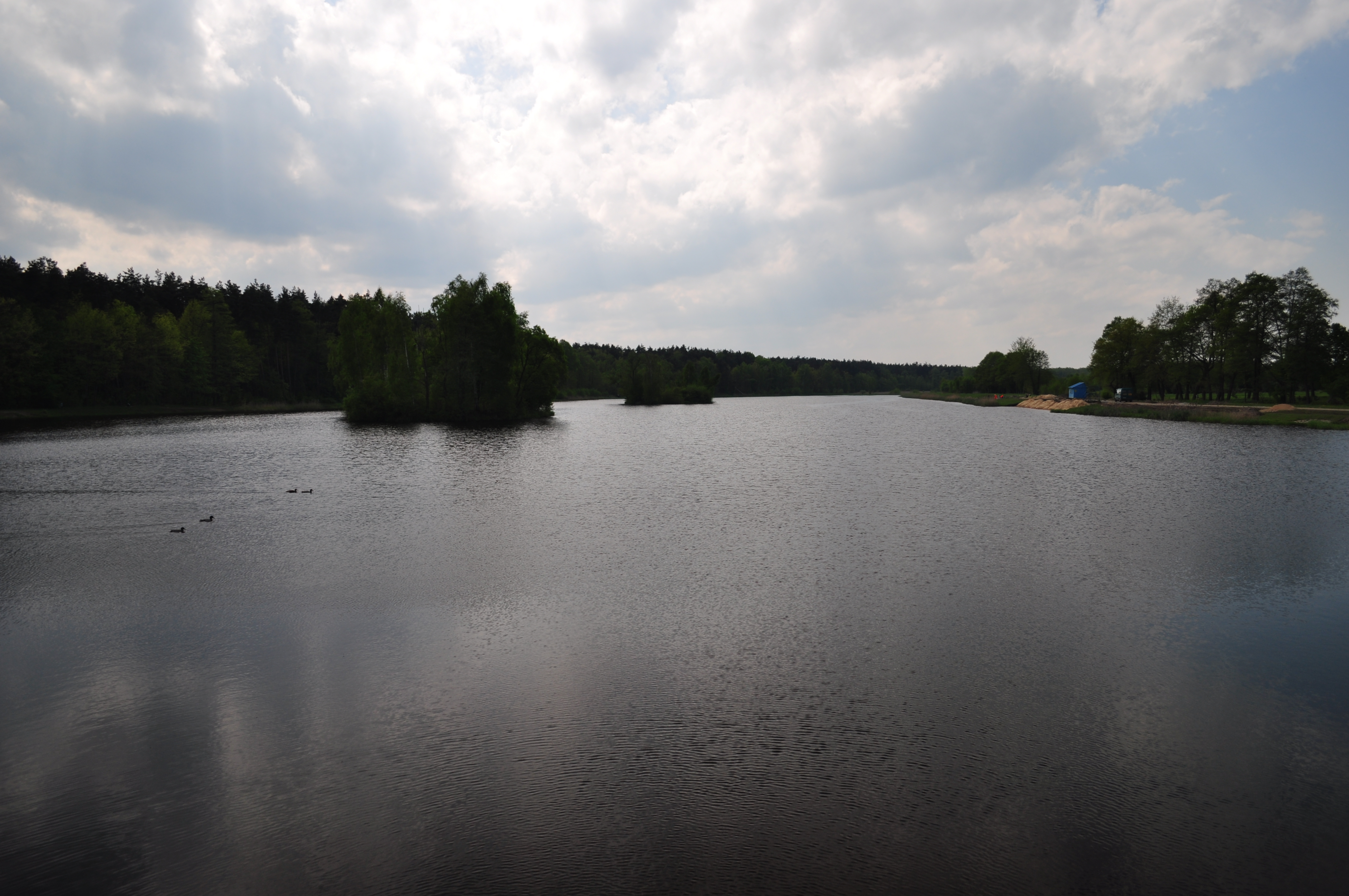
Widok na zalew z zapory
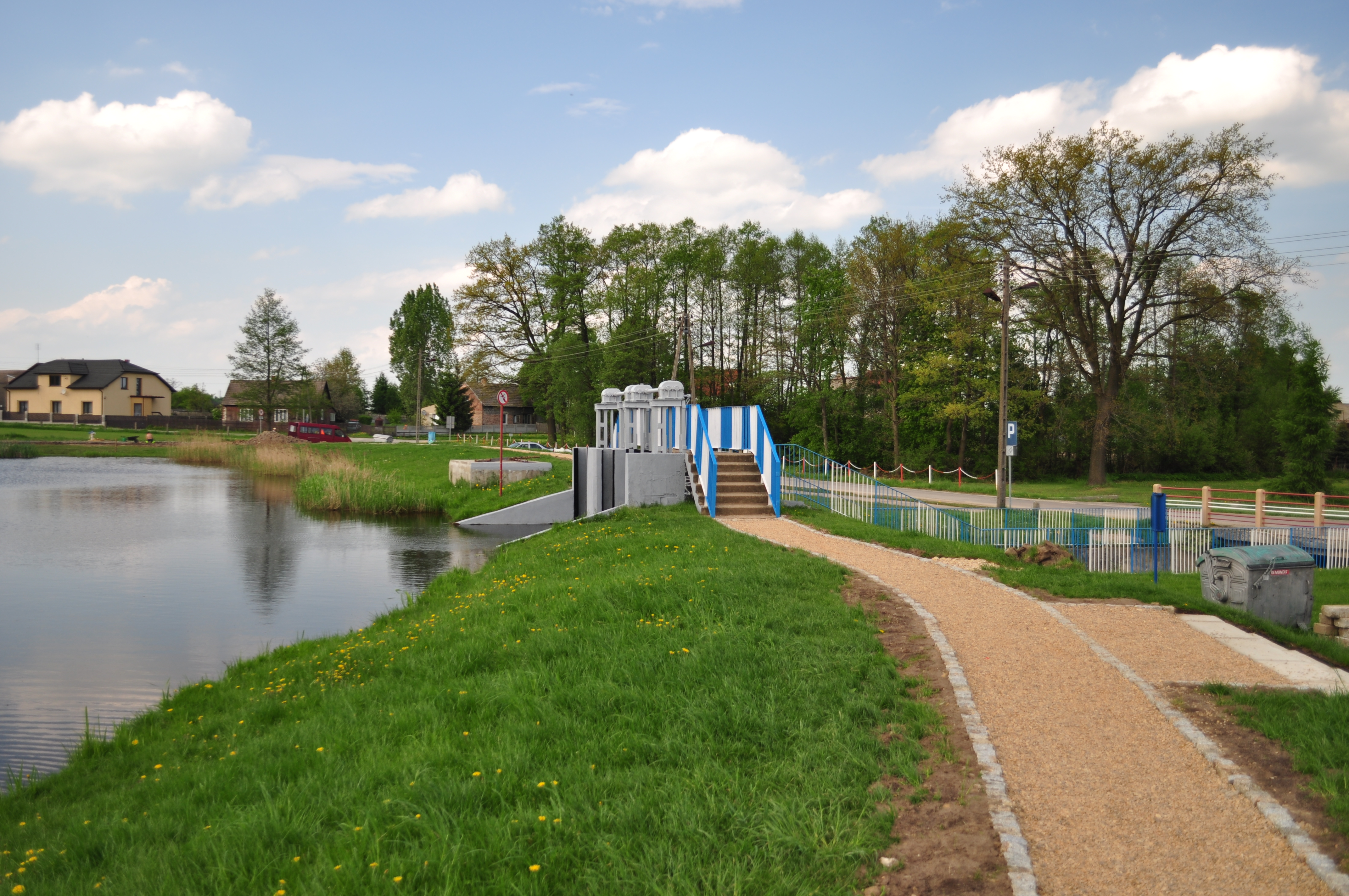
Zapora wodna na Białej Okszy